# Alsóörs
Alsóörs község Veszprém vármegyében, a Balatonfüredi járásban. A település eredetileg Szent István magyar király korától az 1945-ös megyerendezésig Zala vármegyéhez tartozott.

## Fekvése
A Balaton keleti medencéjének északi partján, a 71-es főút mentén fekszik Balatonalmáditól 5 km-re délnyugatra. További szomszédos települései Lovas, Paloznak és Felsőörs. Szőlővel beültetett lankáin kezdődik a csopaki borvidék. Alsóörs történelmi településközpontja a Balaton partjától bő egy kilométerre, a tavat kísérő hegyek lábánál húzódó „Római út” mellett jött létre. Veszprém és a 8-as főút felől a település a 7219-es úton érhető el, amely Alsóörsnél torkollik a 71-esbe. A község legfontosabb belső útja a 72 116-os számot viselő közút, amely részben egybeesik a Római úttal. Belterületi szakasza nagy részén Endrődi Sándor nevét viseli.
Vasúton a település a Börgönd–Szabadbattyán–Tapolca-vasútvonalonérhető el. Alsóörs vasútállomás a község nyugati részén található. Onnan indult 1909 és 1969 között az Alsóörs–Veszprém-vasútvonal is; megszüntetése óta a megyeszékhelyre a közösségi közlekedési eszközök közül csak autóbusszal lehet eljutni. A közeli Balaton-parti települések felől elérhető a település menetrend szerinti hajójáratokkal, vagy akár vitorláshajóval, vízitaxival is. Az északi part „fővárosa”, Balatonfüred mindössze 10 kilométerre van Alsóörstől, és könnyen megközelíthető  nemcsak vonattal vagy busszal, de akár vízi úton vagy – a kiépített kerékpárút-hálózatnak köszönhetően –  kerékpárral is.

## Története
A település és környéke már a római korban is lakott hely lehetett, de a magyarság első itteni megtelepedésének csak a 11. századtól vannak nyomai: cseréptöredékek és egy 11. századi temetőből származó leletek formájában. A falu az Örsúr nemzetség birtokai közé tartozott. Első ismert okleveles említése az 1200-as évből való.

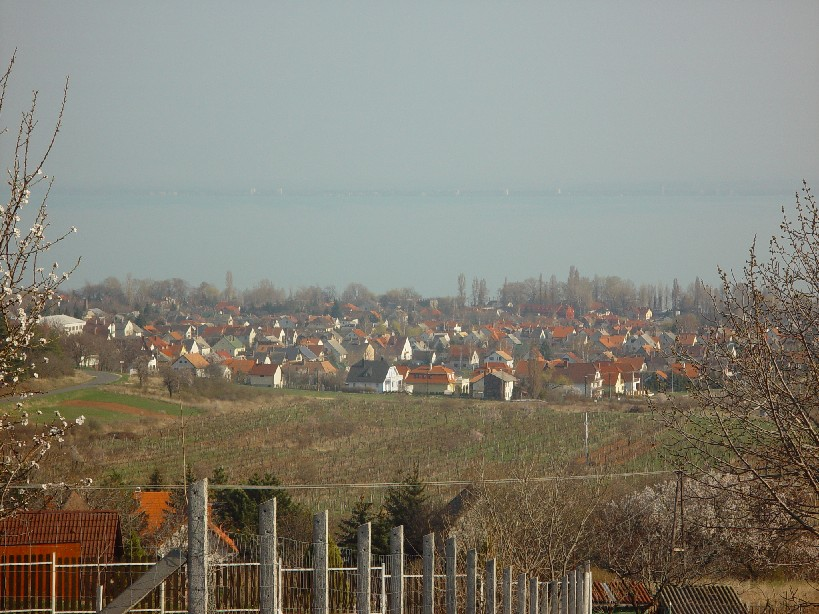
A község látképe nyugat felől

1301. április 9-én a bakonybéli apát és konvent eladta alsó- és felsőörsi szőlőjét, mert ottani jobbágyaik és szőlőmíveseik Csák nembéli Márk fia István és rokonai, báró Cseszneki Jakab fiai garázdálkodásai folytán annyira elszegényedtek, hogy e vidéket otthagyni és a szőlőmívelést beszüntetni kényszerültek.
A középkorban királynéi birtok volt a terület, akkoriban vehette kezdetét a vöröskő (vörös homokkő) bányászata. 1570-ben gyaníthatóan egy török-magyar ütközet helyszíne volt a környék, Bornemissza János pápai várkapitány feltehetően a suhatagi dűlőben ütközött meg a túlerőben lévő oszmán csapatokkal.
1909-ben épült ki a Balaton északi partjának vasútvonala, valamint ezzel egy időben a Veszprém felé innen leágazó mellékvonal is, s ez Alsóörsön is utat nyitott a fejlődésnek. Rövidesen kialakult az itteni fürdőtelep, és fürdőegylet is alakult. Az egyik első üdülővillát Endrődi Sándor építtette; helyén ma tábla hirdeti a költő emlékét, akinek jelentős része volt a balatoni vitorlázás felvirágoztatásában is.
Alsóörs Szent István király korától egészen 1946-ig Zala vármegyéhez tartozott.

## Közélete

### Polgármesterei
- 1990–1994: Domján Tibor (független)[4]
- 1994–1998: Dr. Bóka István (független)[5]
- 1998–2002: Dr. Bóka István (független)[6]
- 2002–2006: Hebling Zsolt (független)[7]
- 2006–2010: Hebling Zsolt (független)[8]
- 2010–2014: Hebling Zsolt (független)[9]
- 2014–2019: Hebling Zsolt József (független)[10]
- 2019–2024: Hebling Zsolt József (független)[11]
- 2024– : Hebling Zsolt (független)[1]

### Képviselő-testület
- A 2014-es önkormányzati választás után: Hebling Zsolt József polgármester, Ferenczy Gábor alpolgármester, dr. Bardóczi Miklós, dr. Bókáné Katona Tímea, Gaál Dezső László, Szalai Emese és Tóth Zoltán Imre képviselők[10]
- A 2019-es önkormányzati választás után: Hebling Zsolt József polgármester, dr. Bardóczi Miklós, dr. Bókáné Katona Tímea, Ferenczy Gábor, Gaál Dezső, Szalai Emese és Tóth Zoltán képviselők[11]

## Népesség
A település népességének alakulása:
| Lakosok száma | 1586 | 1636 | 1631 | 2036 | 1836 | 1905 | 1903 |
|               | 2013 | 2014 | 2015 | 2021 | 2022 | 2023 | 2024 |

A 2011-es népszámlálás idején a lakosok 80,9%-a magyarnak, 3,9% németnek, 0,1% cigánynak, 0,3% románnak mondta magát (18,8% nem nyilatkozott). A vallási megoszlás a következő volt: római katolikus 36,7%, református 13,6%, evangélikus 2,3%, görögkatolikus 0,4%, felekezeten kívüli 17,1% (28,6% nem nyilatkozott).
2022-ben a lakosság 88,1%-a vallotta magát magyarnak, 2,9% németnek, 0,3% szlováknak, 0,2% ukránnak, 0,2% cigánynak, 0,1% bolgárnak, 4,1% egyéb, nem hazai nemzetiségűnek (10,9% nem nyilatkozott; a kettős identitások miatt a végösszeg nagyobb lehet 100%-nál). Vallásuk szerint 30,6% volt római katolikus, 12,7% református, 2,3% evangélikus, 0,3% görög katolikus, 1% egyéb keresztény, 1,5% egyéb katolikus, 11,2% felekezeten kívüli (40% nem válaszolt).

## Nevezetességek

### Nevezetes épületek

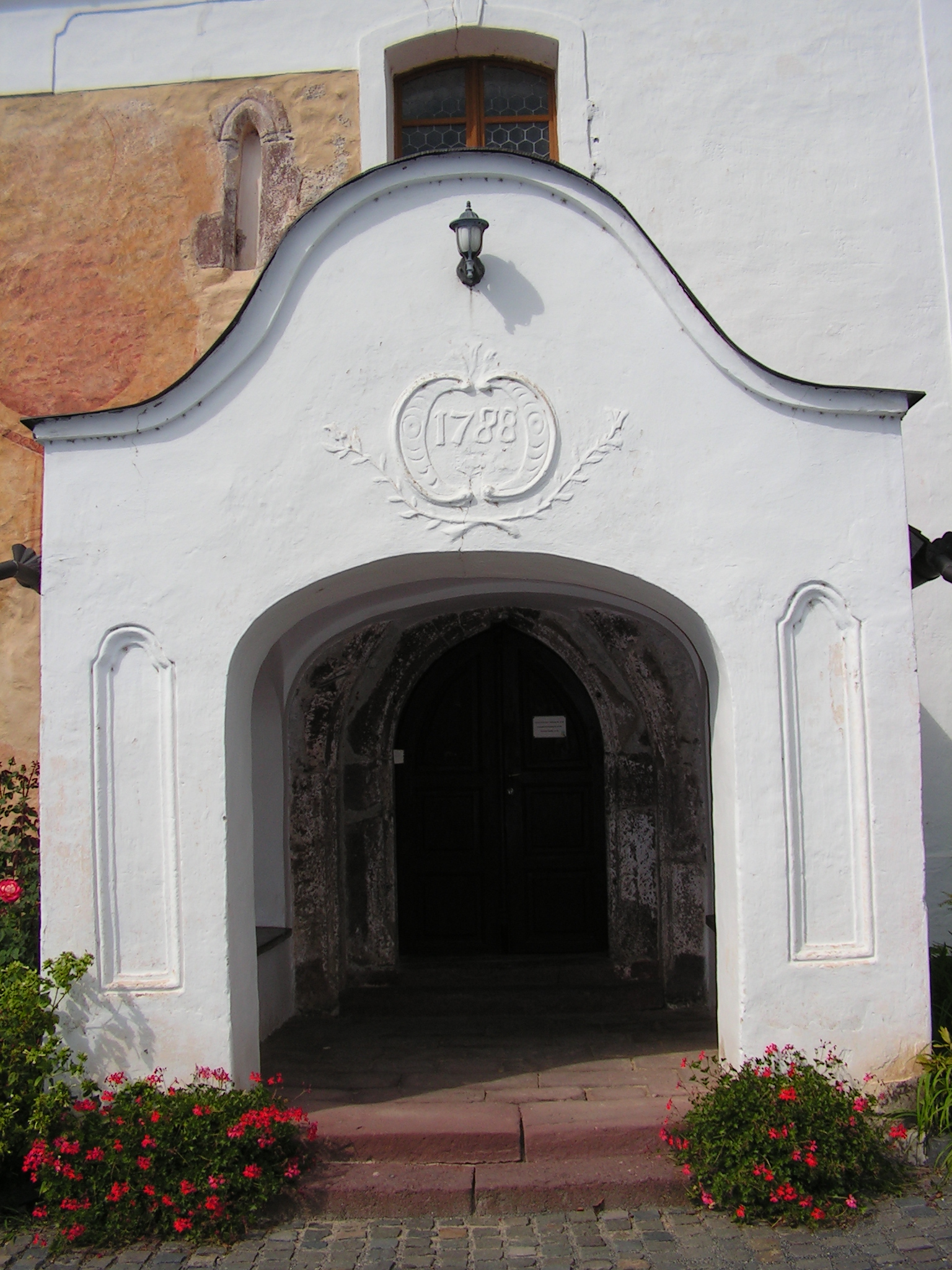
Alsóörs református műemléktemploma

- Alsóörs legnevezetesebb épülete a Török-ház, mely a Somlyó-hegy lankáira felkapaszkodó ófaluban, egy magaslati részen épült 1500 körül, késő gótikus stílusban. A ház ma kiállítóhelyiség.
- Ugyancsak nevezetes épülete a román és gótikus stíluselemeket is őrző, 13. századi alapokra épült, 1807-ben barokk stílusban felújított református templom, amelynek festett famennyezete 1721-ből való.
- Római katolikus temploma 1987-ben épült, modern stílusban, viszonylag rejtett, turisták által alig látogatott helyen, a községi általános iskola szomszédságában.

### Emlékhelyek, emlékművek, szobrok
- A falu határában régen kőbánya üzemelt, amelyben a környék jellemző kőzetének számító vörös homokkövet bányászták, nagyrészt ennek köszönhető, hogy ma is sok vörös köves épület és kerítés látható a környéken. A bányát idővel bezárták és rehabilitálták, s nyaranta néha szabadtéri előadásokat tartanak benne. Sokan csak amfiteátrumnak nevezik.
- Többnyire vörös homokkőből készültek a településen több helyen felbukkanó szobrok is, melyeknek egy része neves, akár országosan is ismert, s a község élete szempontjából is jelentős személyeket ábrázol (pl. Jókai Mór író, dr. Mihálkovits Tivadar közjegyző), a többi pedig nonfiguratív, vagy legalábbis nem nevesített személyeket ábrázol. Utóbbiak zöme a magyar kőfaragó vállalkozások szakmai szövetségének egyik szimpóziuma keretében készült a 2010 körüli években.
- Szintén vöröskőből készült a szolgálatteljesítés közben Alsóörsön életét vesztett Gamauf János főtörzszászlós és a vele együtt elhunyt Németh Ádám főiskolás emlékműve is a 71-es út mentén, közel a balatonalmádi községhatárhoz.

### Egyéb érdekes helyek
- A község központjában (a Római út és az Endrődi Sándor utca kereszteződésénél) üzemel a "Kocsma", amelyben gazdag gyűjtemény található népi eszközökből és használati tárgyakból. Múzeumjellege mellett kulturális találkozóhelye a budapesti és a veszprémi színházi élet képviselőinek.[forrás?]

### Kilátók
- Közvetlenül a település fölé magasodó Somlyó-hegyen áll a Somlyó-hegyi kilátó, amelynek régi, elkorhadt építményét 2015-ben az alapoktól újjáépítették, s a korábbinál kétszer magasabb kilátót emeltek, melyet átadása után egyesek Alsóörs koronájaként emlegettek.[14]
- Alsóörs közigazgatási területén van még a Csere-hegyi kilátó is, amely a Balaton vidékének első kőből épült kilátója volt; mai formáját az ezredforduló utáni években nyerte el.

## Nyaralási lehetőség
A község strandja megkapta az északi part legjobb strandja címet. Számos panzió és szálloda mellett a strand szomszédságában található lakókocsis kempingje is közkedvelt pihenőhely. A településnek van könyvtára és művelődési háza is.

## Sport
A községnek kézilabda- és futballcsapata van, jelentős íjász-, vízisport- és vízitúraélet zajlik nyaranta. Rendelkeznek sportcsarnokkal is.
A Balaton-átevező túraversenyen olyan járművel kell az Alsóörs-Siófok-Alsóörs 22 km-es távolságot teljesíteni, melyet emberi erő hajt. A hagyományoknak megfelelően nem elsősorban a bajnoki cím elnyerése vagy a nyolc kategória aranyérmének a begyűjtése a résztvevők célja, hanem az, hogy jól szórakozzanak, sportoljanak.
A község kézilabdacsapata Nemzeti Kézilabda Utánpótlás Központ.

## Közösségek

### Vöröskereszt
A község egyik legrégibb szervezete, melynek 120 fős tagsága van. Még a rendszerváltás előtt megkezdték a második világháború hősi halottainak emléktábláját készíttetni, melyet 1989. május 28-án ünnepélyes keretek között helyeztek el a református templom falán. Legfontosabb feladatuknak a rászorulók segítését, az idősek támogatását és a véradás megszervezését tartják. A vezetőség minden évben országjáró kirándulást, színházlátogatást szervez a nyugdíjasoknak. A romániai forradalom idején gyűjtést szerveztek, melyet az erdélyi Málnás községbe juttattak el. A kapcsolat azóta is tart. Minden nyáron málnási gyerekek táboroznak Alsóörsön.

### Ezüst Híd Horgászegyesület
Ugyancsak régi civil szervezet, melynek taglétszáma az utóbbi években 300 fő körül mozgott. Az évenkénti közgyűlés, a horgásztanya rendbetétele és a horgászverseny megrendezése jelentette a közösségi élet folytonosságát, mivel a tagok nagyobbik része nem helybeli lakos. 1993-ban a horgászegyesület kilépett a MOHOSZ-ból és hét balatoni egyesülettel létrehozta a Balatoni Horgászegyesületek Szövetségét. Az önkormányzat 33 évre bérbe adta a szövetségnek a strand melletti területet, melyen a horgásztanya áll.

### Alsóörsi Üdülőtulajdonosok Baráti Társasága
Jelenleg a legnagyobb létszámú civil szervezet a községben, melynek ötszáznál több tagja van. Érdekvédelmi szervezetként jött létre. Félévenként tartanak közgyűlést. Az ország 111 településéről 1137 személynek van üdülőtulajdona Alsóörsön.

### Polgárőrség
Viszonylag új szervezet, mely 1992. március 26-án alakult 17 fővel. A polgárőrség működésének anyagi feltételeit a közrend és közbiztonság támogatására 1992-ben létesített Alsóörs Védelméért Alapítvány biztosítja.

### Sirály Nyugdíjas Klub
1999. január 6-án az alsóörsi művelődési házban alakult meg Sirály elnevezéssel a nyugdíjasok klubja.

## Vallás

### Református egyház
A Balaton-felvidék lakossága a török hódoltság idején teljesen református vallásúvá vált. A török kor végén az egyik német nyelvű összeírásban feljegyezték Alsóörsről, hogy lakosai valamennyien kálvinisták. A török kiűzése után csak idő kérdése volt, és megindult az ellenreformáció. A veszprémi egyházmegye területén Padányi Bíró Márton veszprémi püspök a lakosság jelentős részét katolikus hitre térítette. A Balaton-felvidéki református községekben az ellenreformáció kemény ellenállással találkozott, gyakran előfordult tettlegesség, tömegverekedés, a reformátusokkal szemben karhatalom igénybevétele. Ezekben a küzdelmekben Alsóörs lakossága szilárdan kitartott a vallása mellett, megvédte egyházát, templomát, iskoláját.
Borbás László volt iskolaigazgató Alsóörsről szóló könyvei elmélyült kutatásokról adnak számot az egyházközség történetét illetően.
Az egyházközség életében 1998-ban és utána sok fontos változás történt. Még 1998-ban felépült gyülekezeti házuk több mint 7 millió forintból. 1999-ben nyugdíjba ment a 43 éven keresztül lelkészként itt szolgált Nagy Lajos, ezért meghívták Csákberényből és egyhangúlag lelkipásztoruknak választották a ma is Alsóörsön szolgáló Rásky Miklóst. A gyülekezet még abban az évben felújította a lelkészlakást, majd 2001-ben a középkori templomot is a Széchenyi-terv segítségével. 2005-től a lelkész szerkesztésében gyülekezeti újság jelenik meg, amely jelenleg már a Kelet-Balatoni Kistérség periodikája évi hat számmal Mandulavirág néven.

### Római katolikus egyház
A villatelep kialakulása után az istentiszteleteket minden felekezet a villatelepen, valamelyik ház kertjében tartotta a szabad ég alatt. A hívők gondozását a helybeli lelkészen kívül a villatelepen nyaraló lelkészek látták el. Alsóörs római katolikus híveit 1799-től a paloznaki, 1941-től 1945-ig a felsőörsi plébánia gondozta.
Az egyház 1925-ben telket vett, erre először kápolnát emeltek haranglábbal. 1936-ban már készen volt a sekrestye és a paplakás is. 1945-ben a gyerekek számának növekedése miatt római katolikus iskolát is nyitottak, amelyet kezdetben – más helyiség hiányában – a kápolnában működtettek az oltárt szétnyitható deszkafallal elzárva. 1985-ben aztán elkezdődött a volt római katolikus iskola és egyben a kápolna felújítása, s ugyanakkor római katolikus templom építése is az iskola szomszédságában. A felújítás idején az iskola egyik tantermében folyt az egyházi szertartás. Az új római katolikus templomot 1987-ben szentelték fel.

## Képgaléria

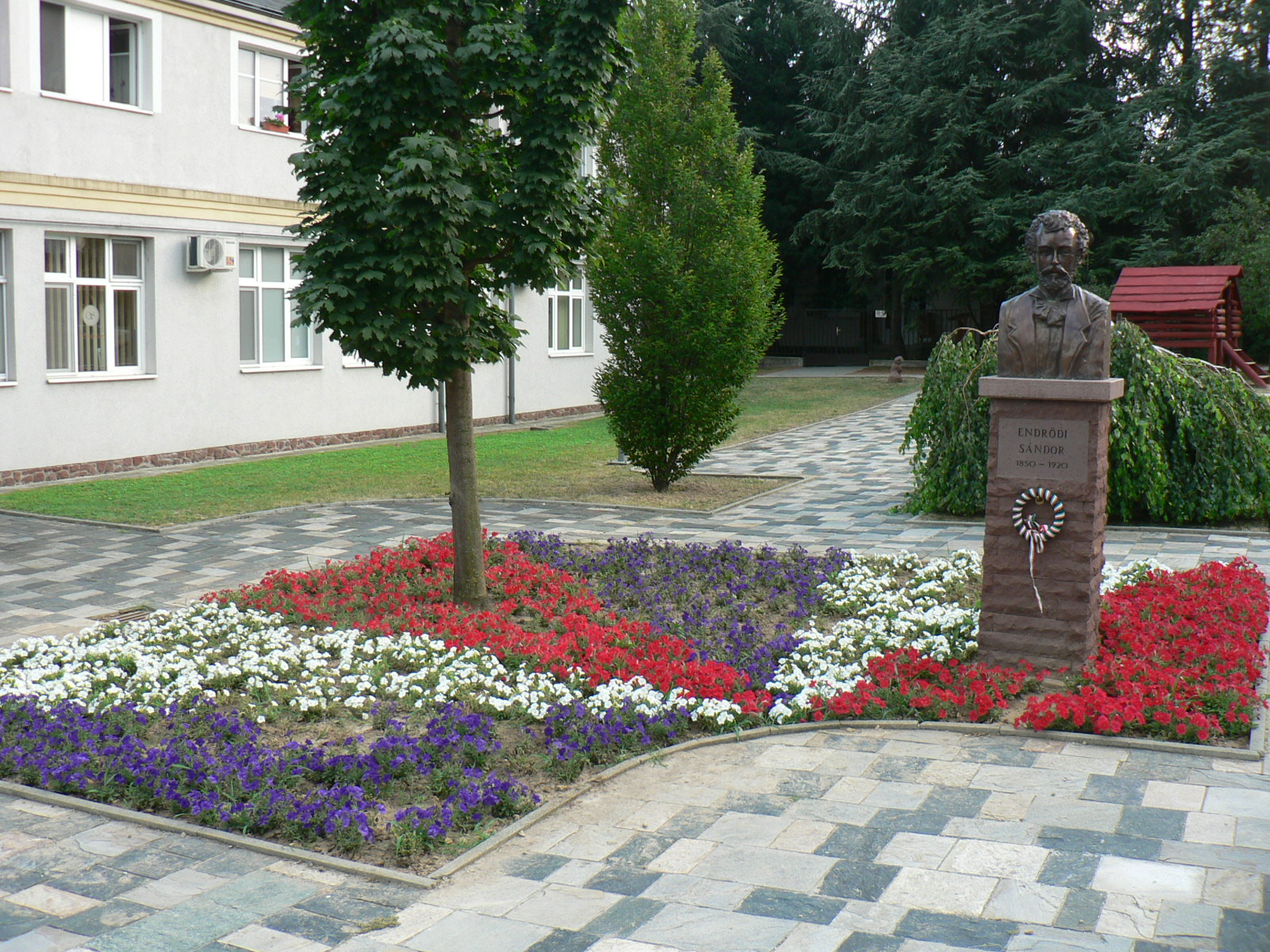
A településközpont egy részlete Endrődi Sándor szobrával
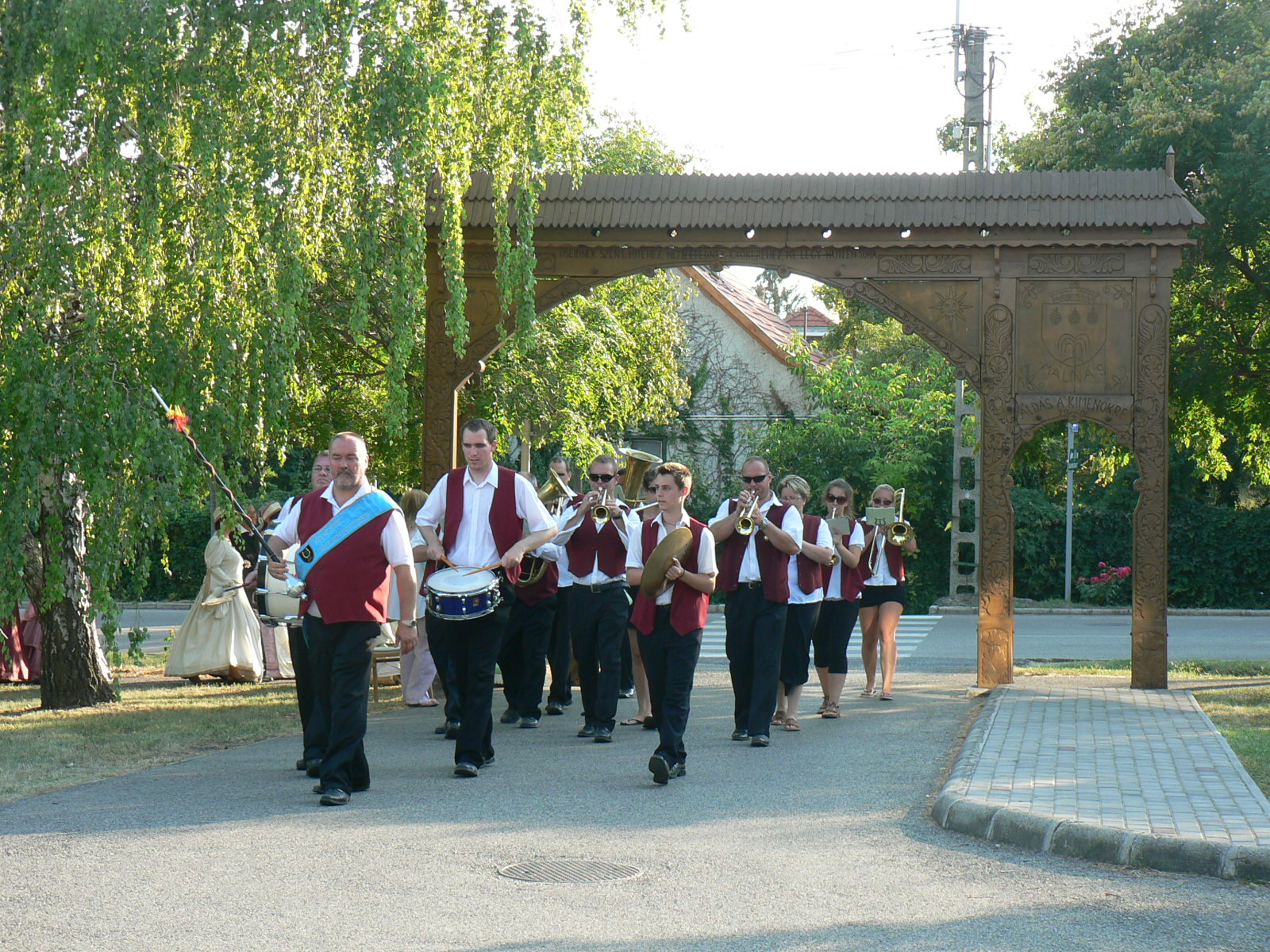
Fúvószenekari felvonulás a központban (2012)
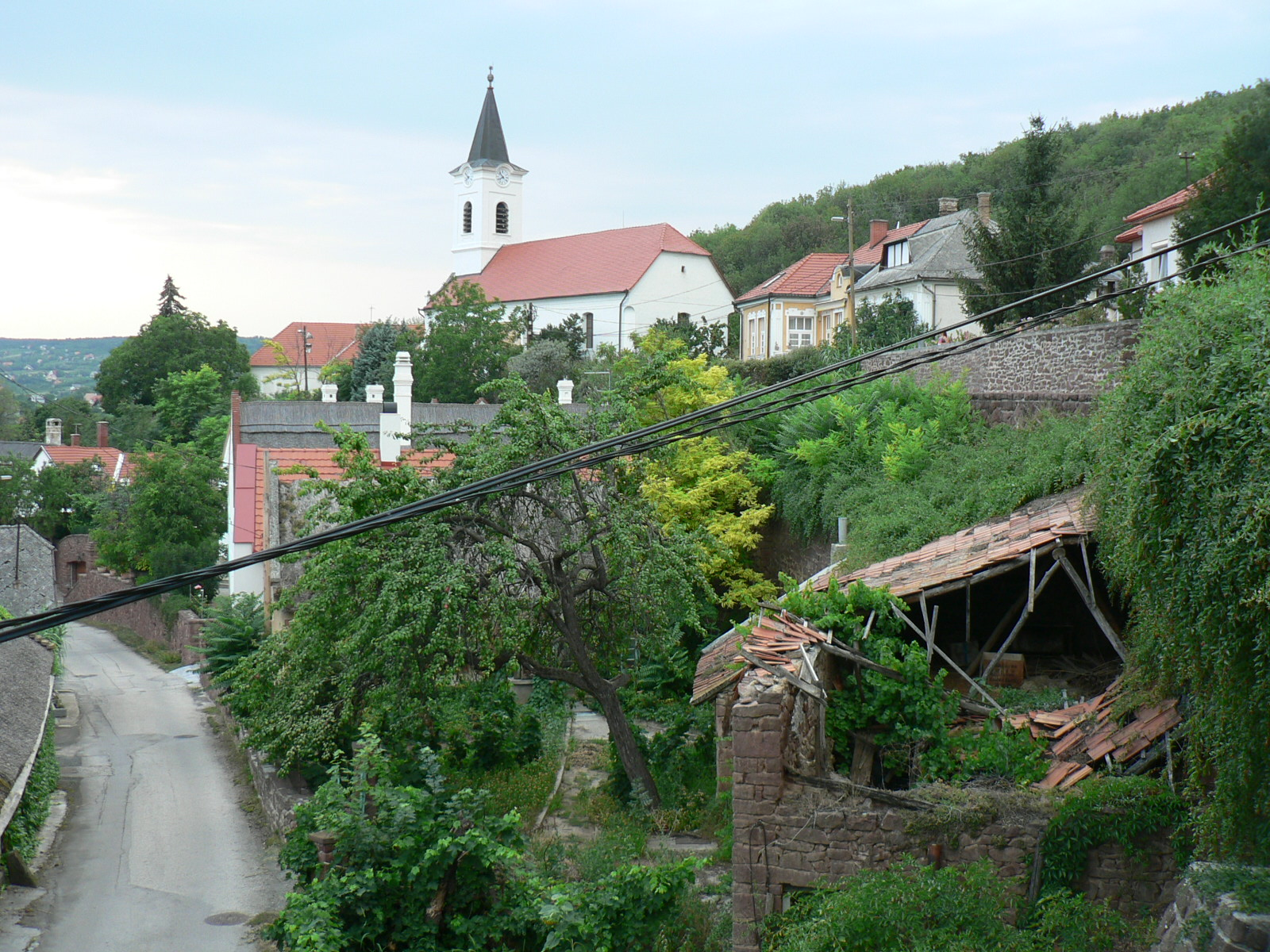
Látkép a református templommal
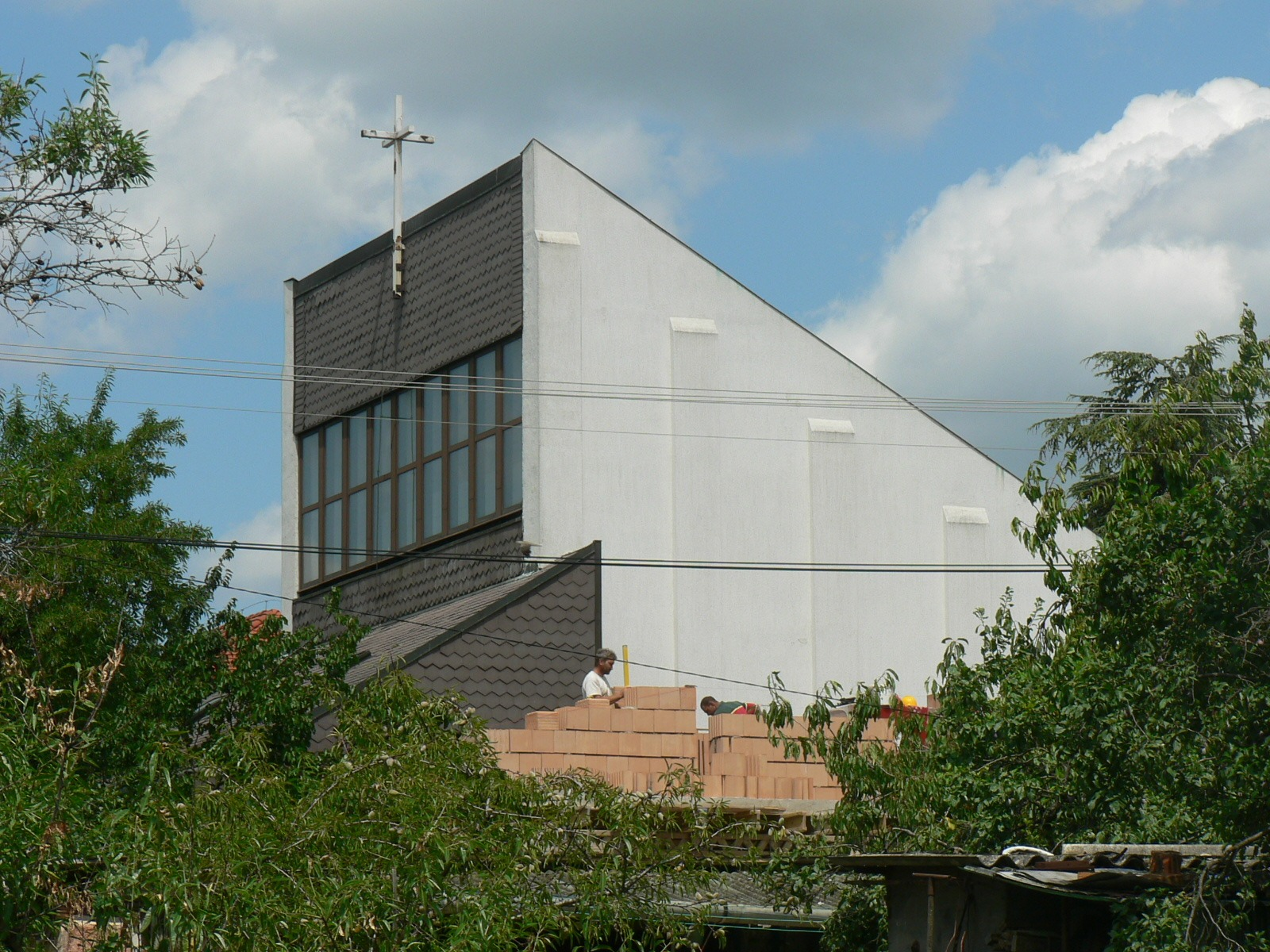
A római katolikus templom a faluközpont felől nézve
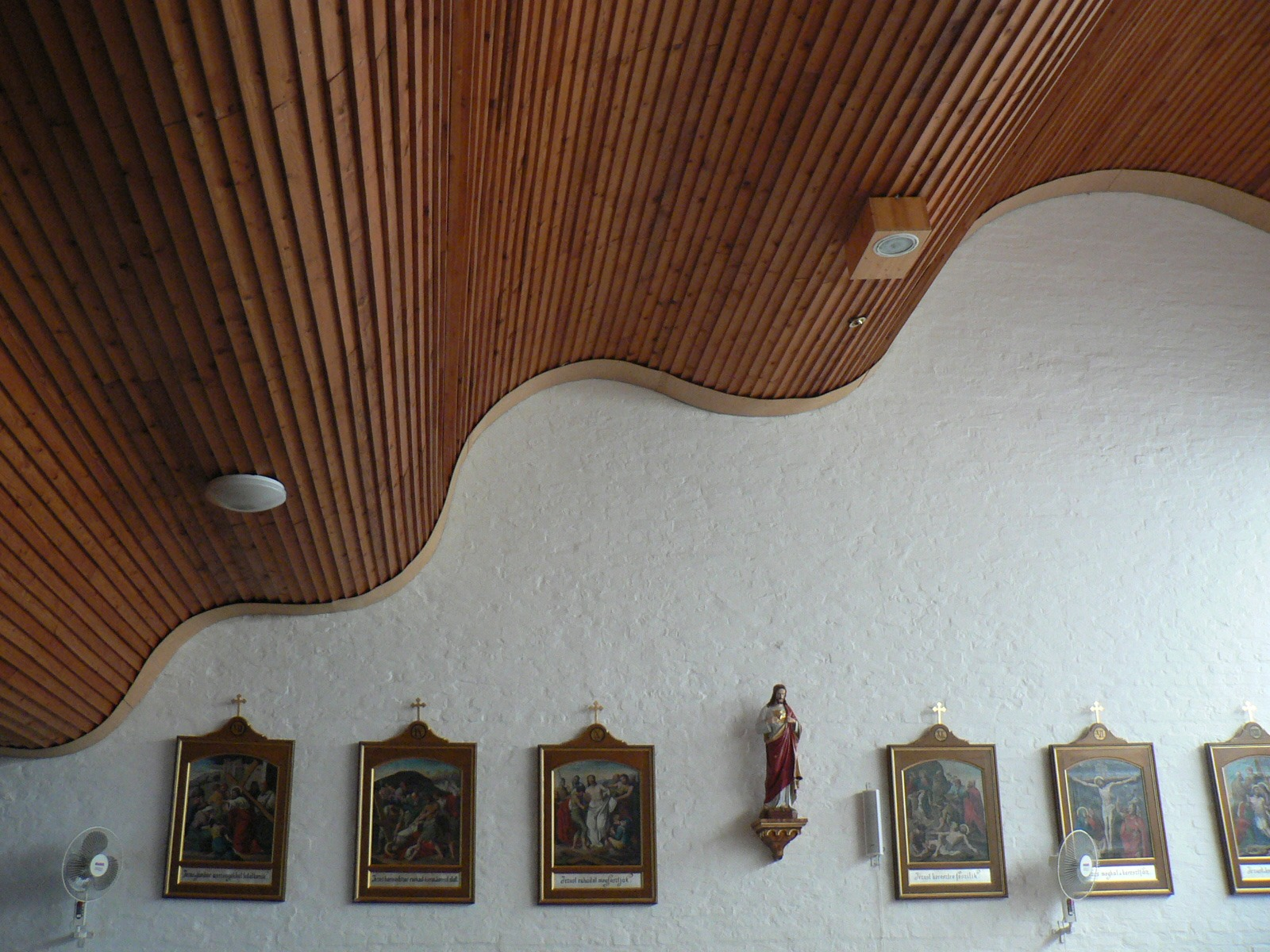
A templom belső tere
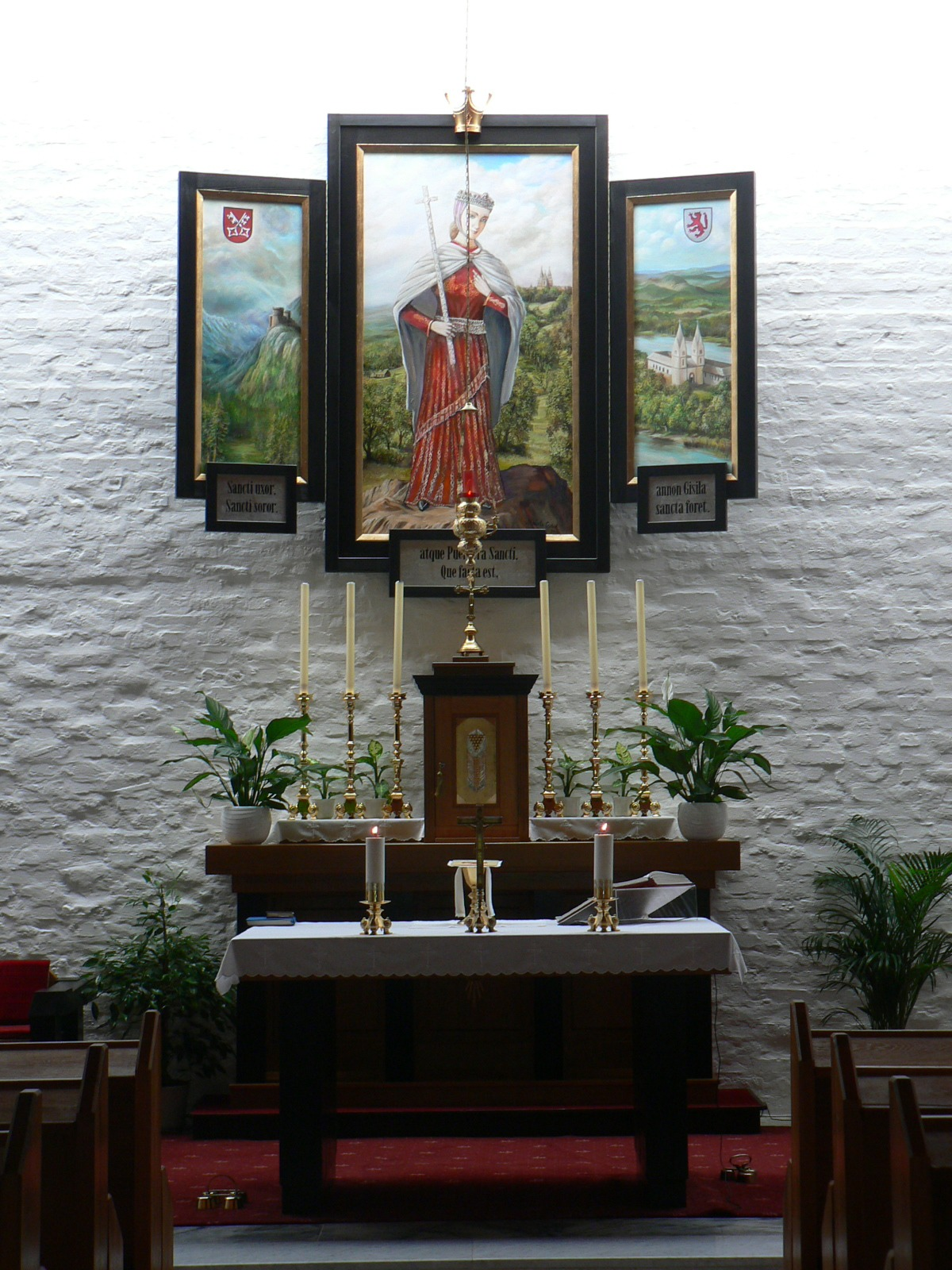
A templom oltára
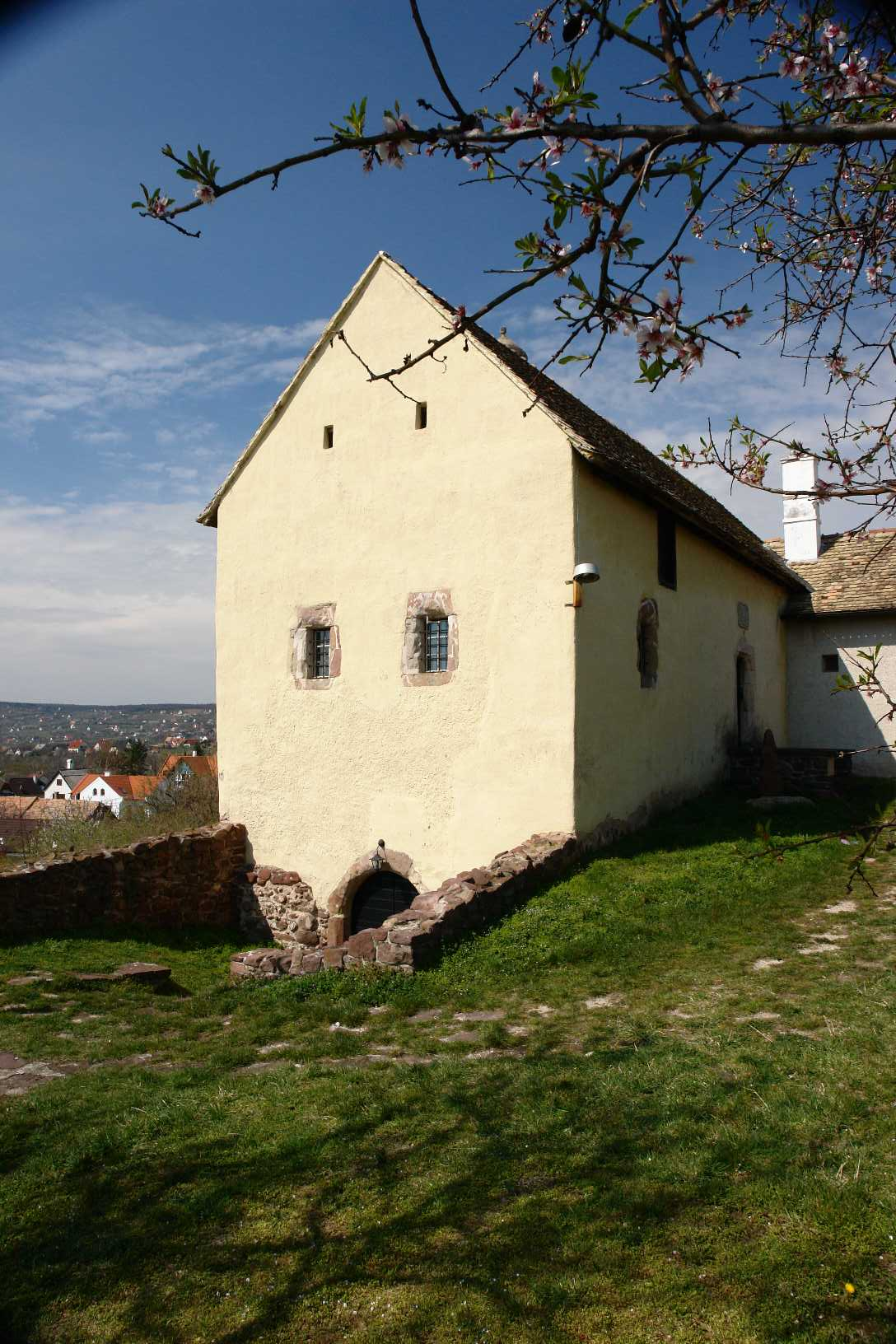
Török adószedőház
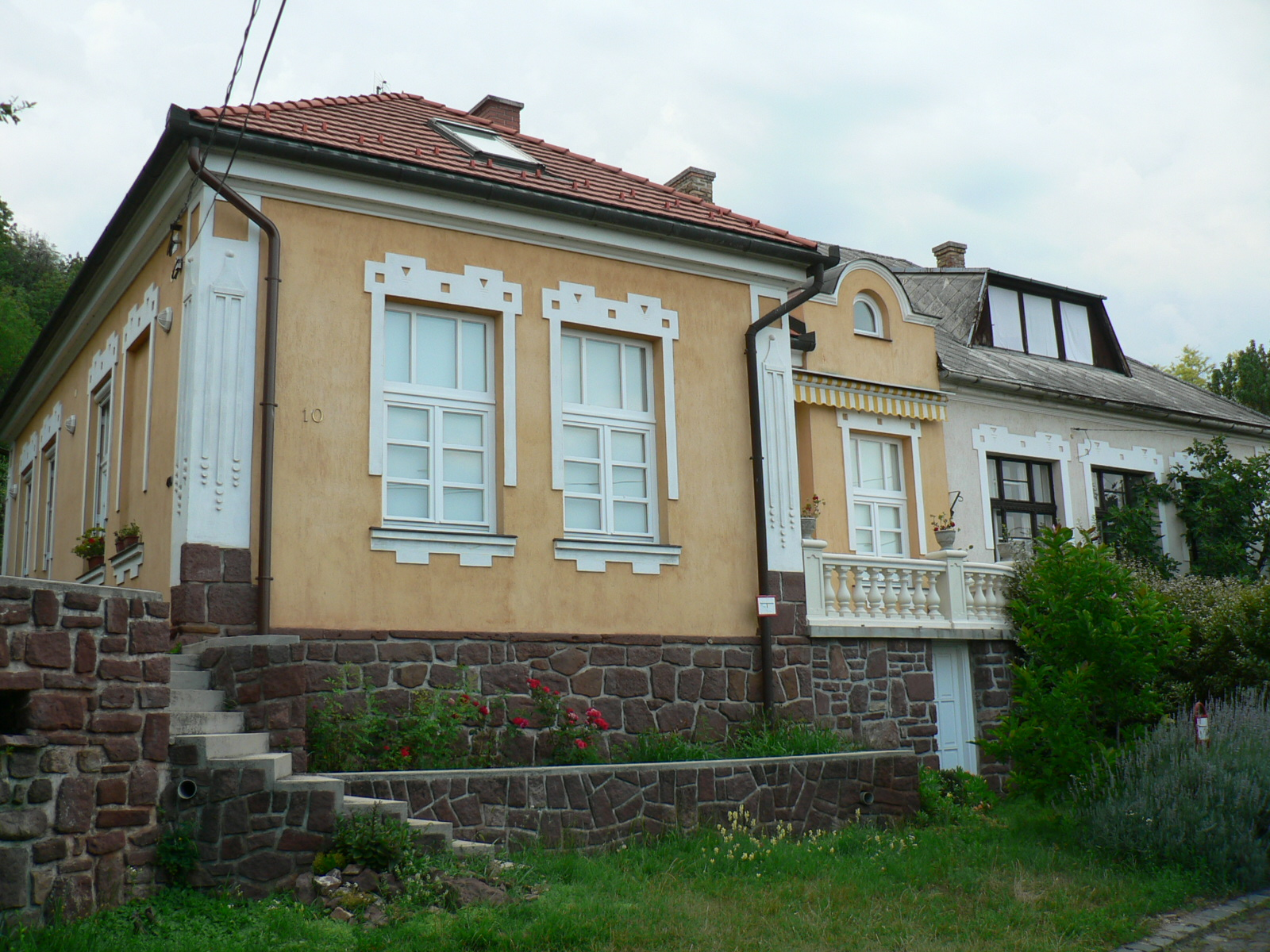
Jellegzetes villaépület
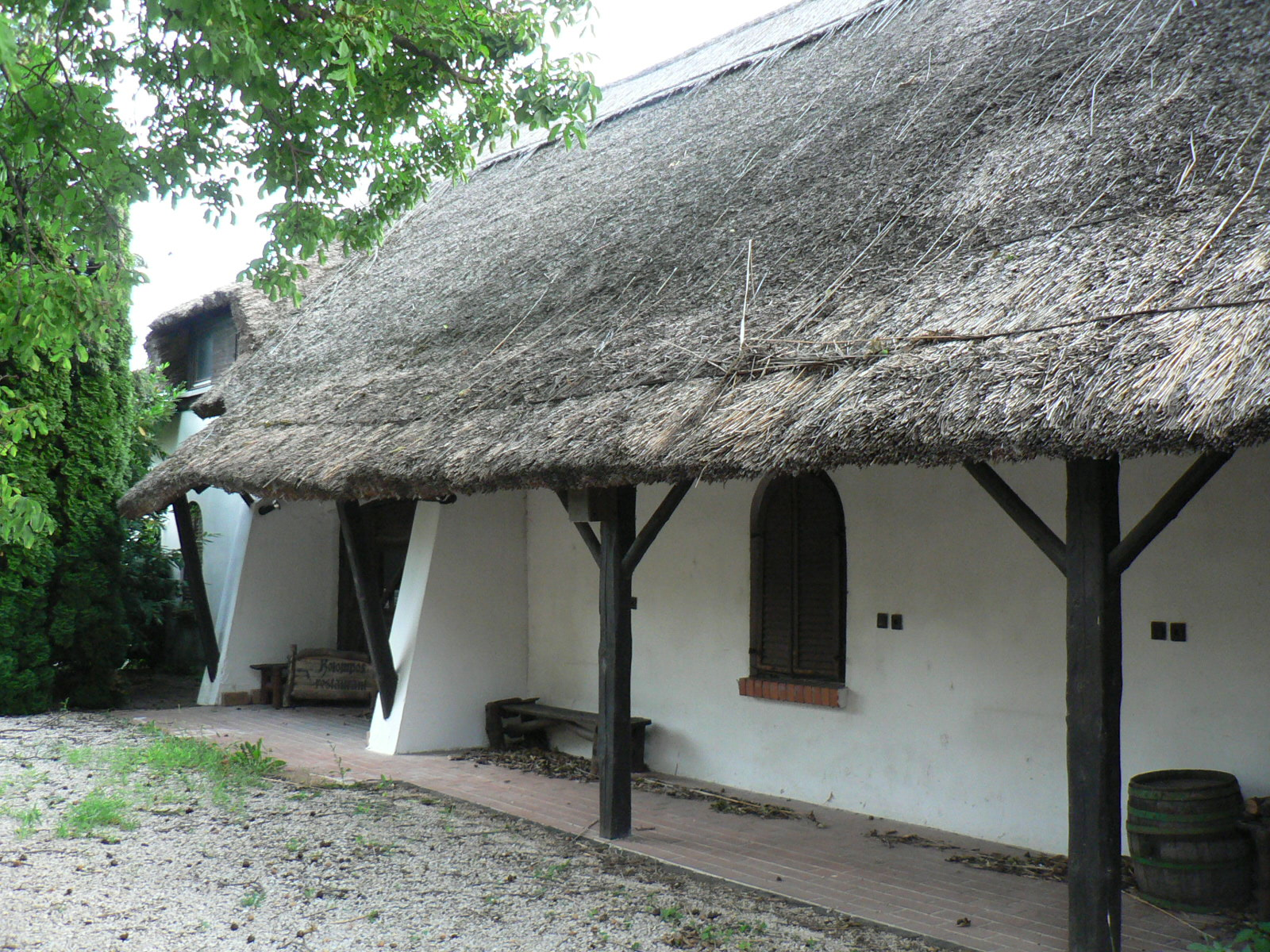
Nádtetős csárdaépület
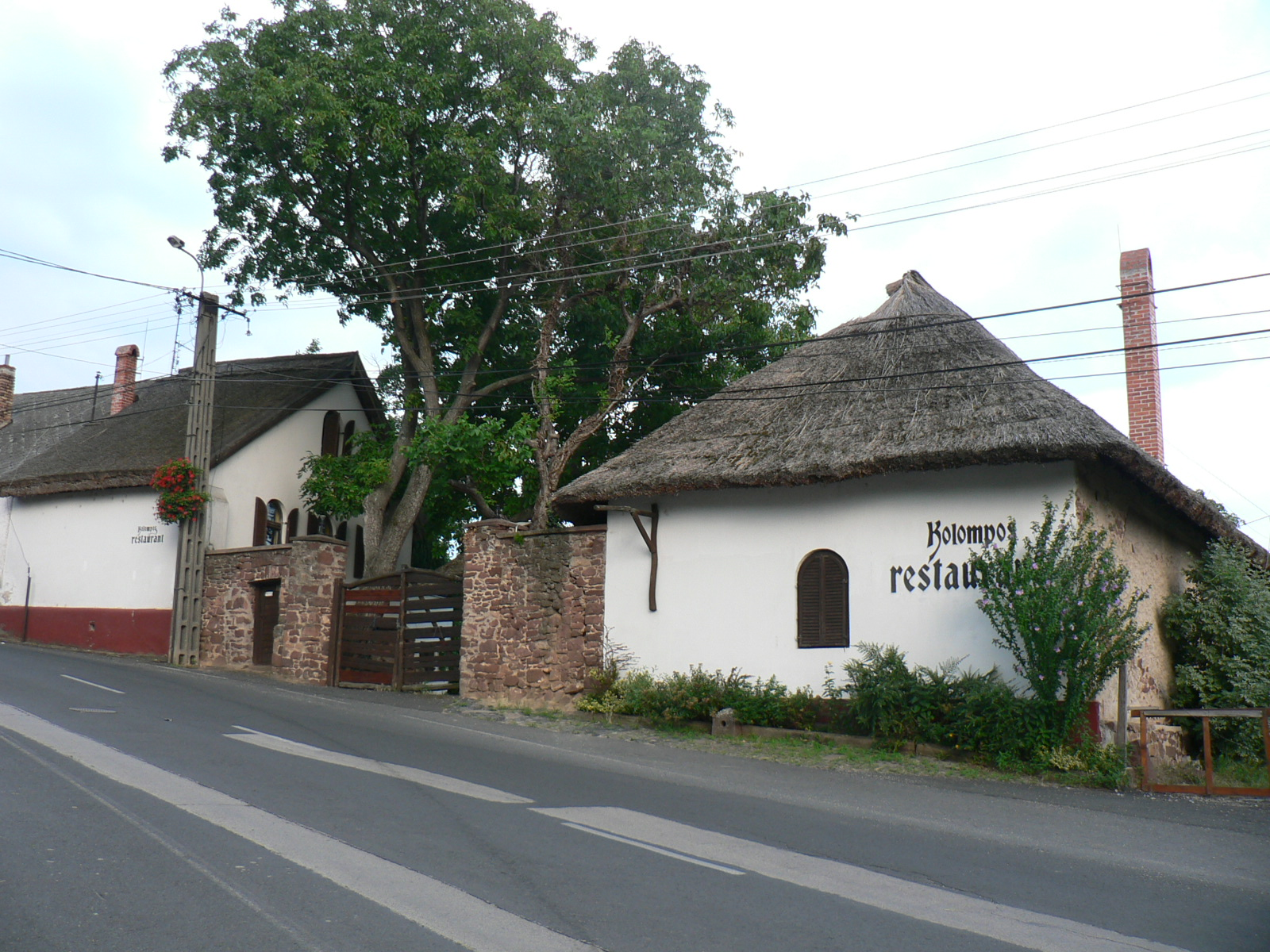
Kolompos étterem
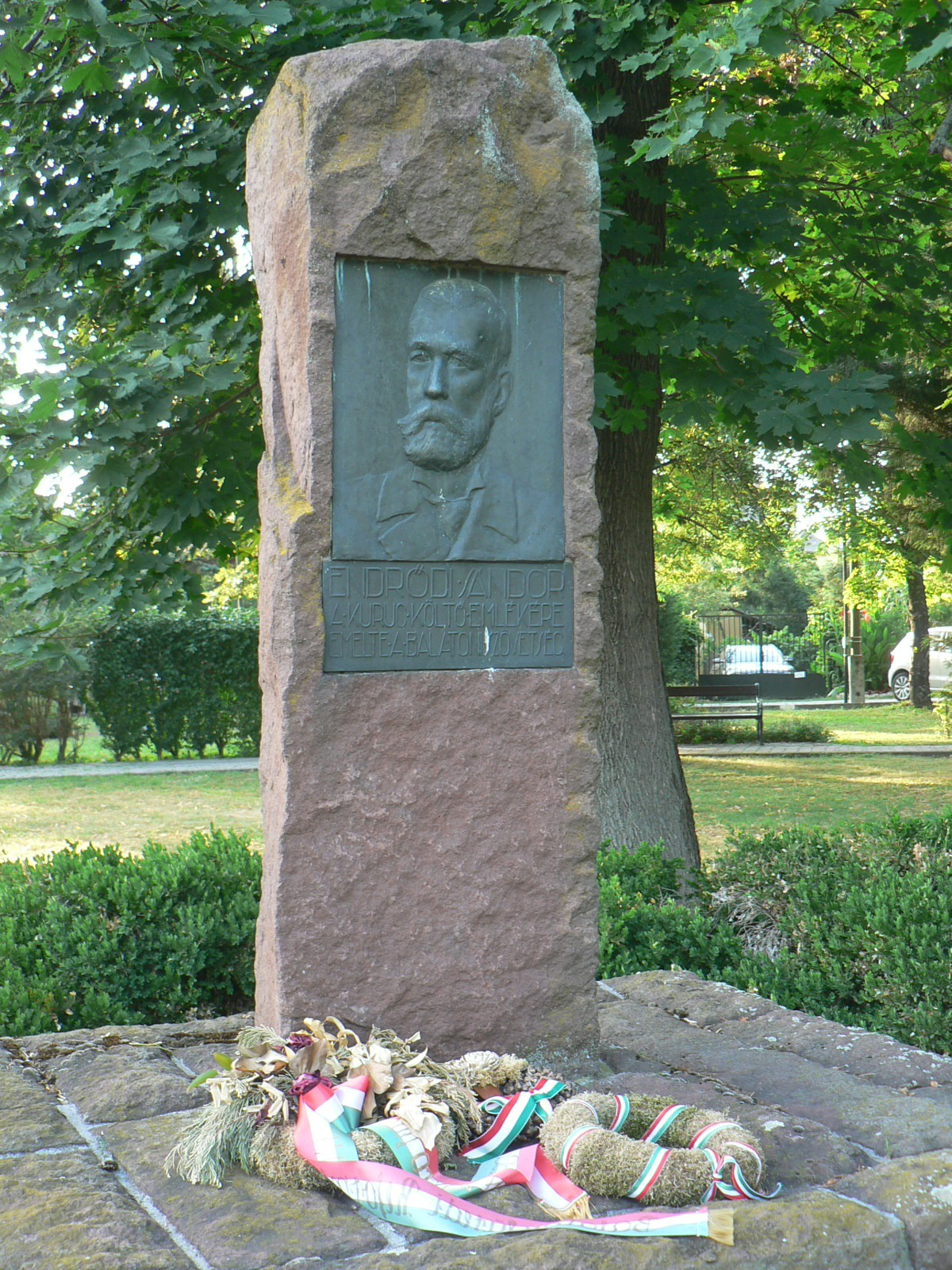
Endrődi Sándor emlékműve
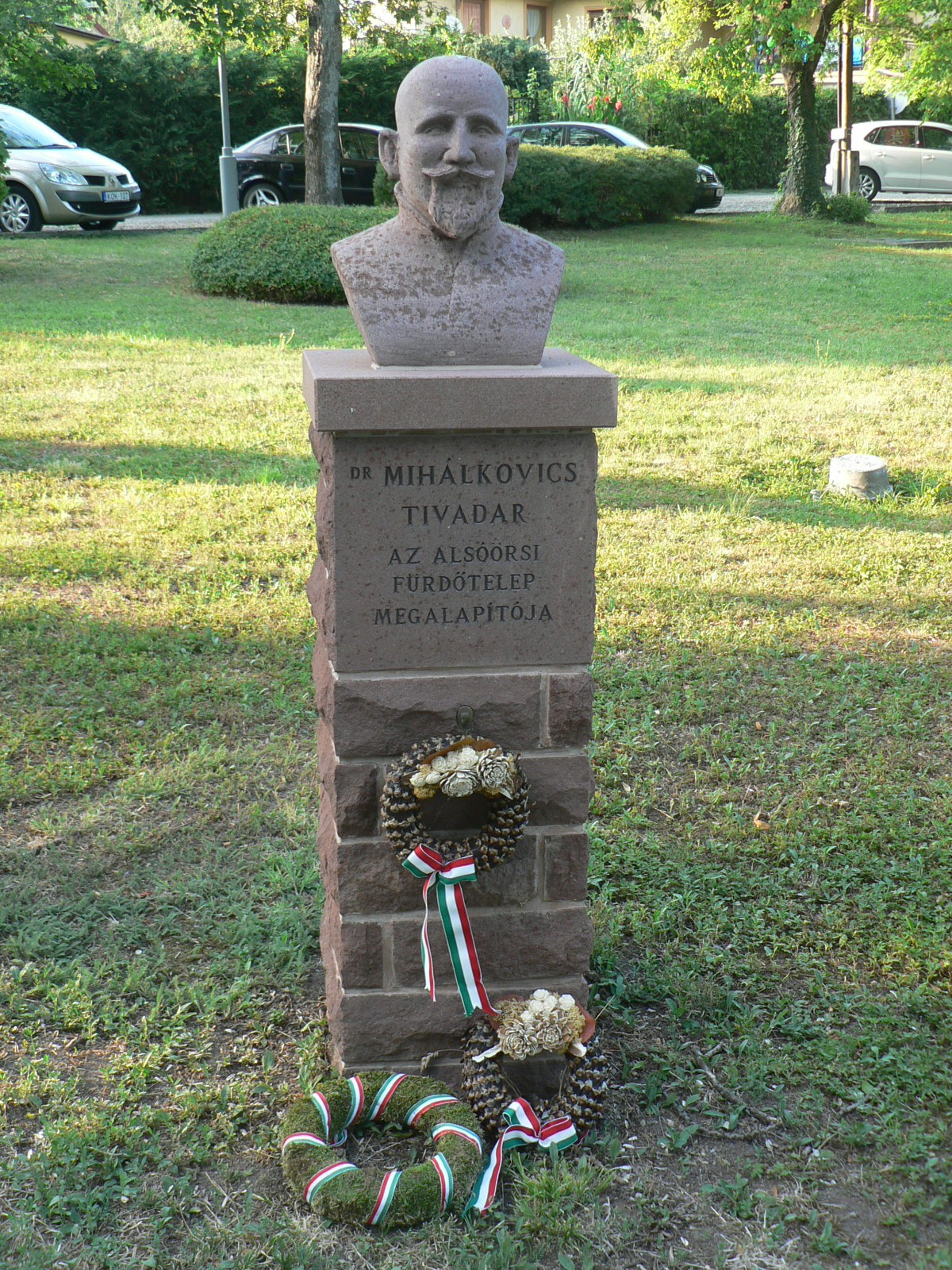
Mihálkovics Tivadar szobra
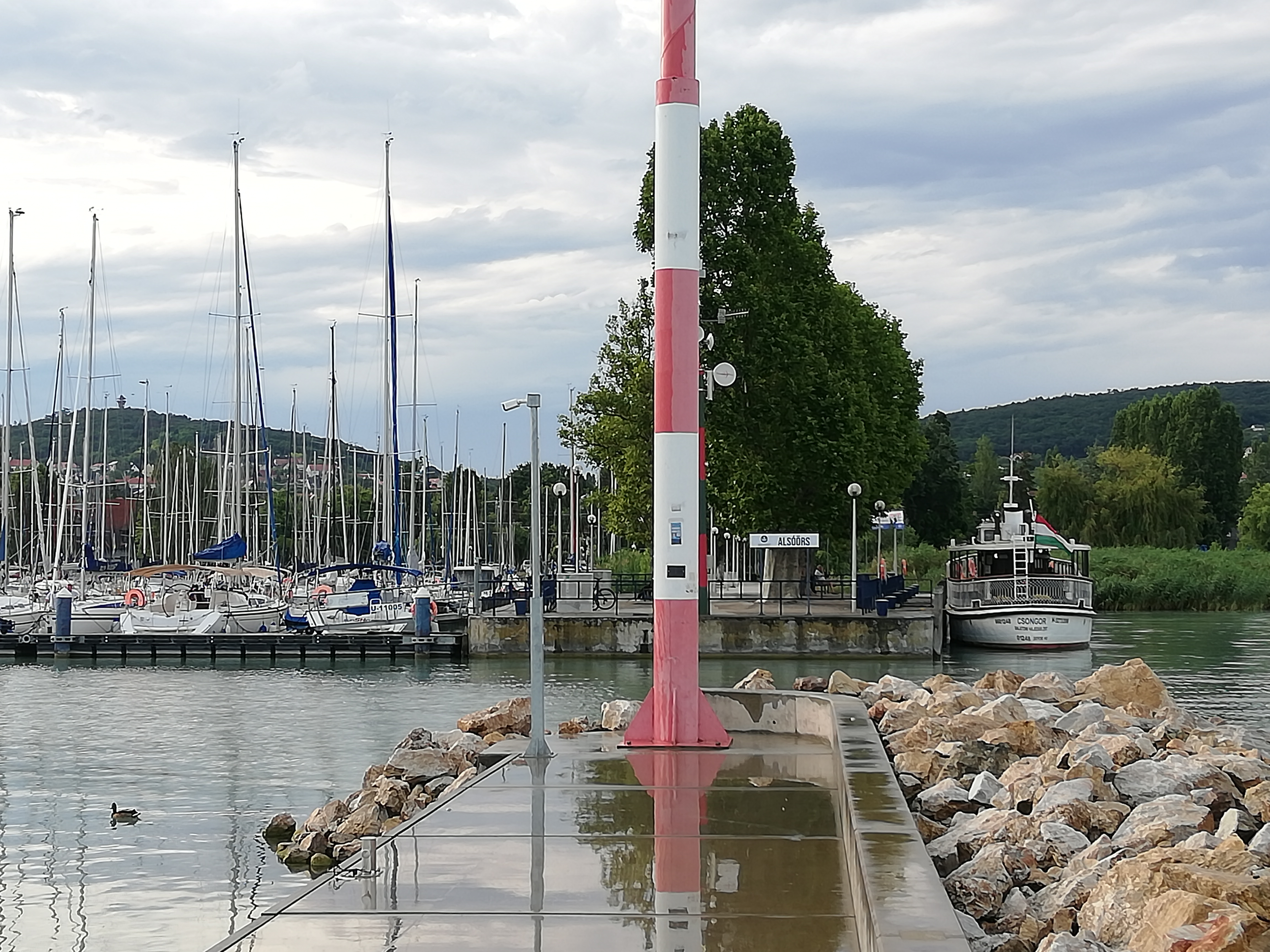
A régi móló a vitorláskikötő felől nézve
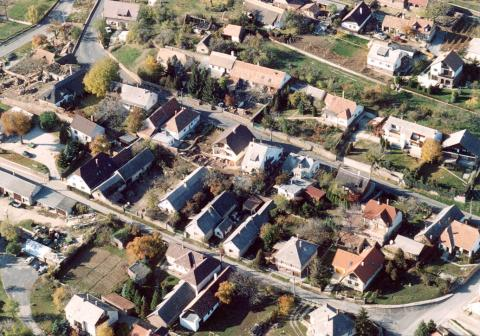
Az ófalu egy részlete (Ady Endre utca és környéke) légifotón
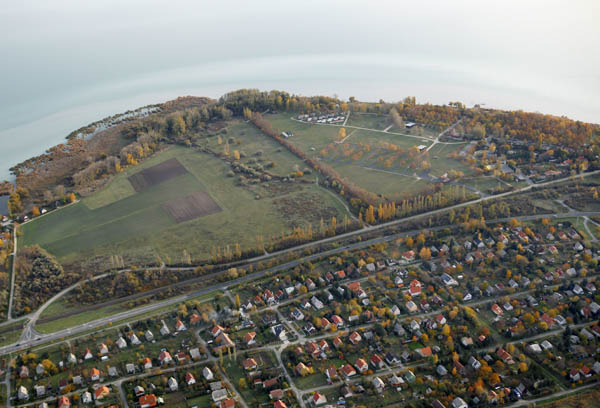
A település vízparti része légifotón (2012-es állapot)

## Híres emberek
- Itt élt Endrődi Sándor (Veszprém, 1850. január 16. – Budapest, 1920. november 7.) költő, író, az MTA levelező tagja.
- Itt élt Borbás László iskolaigazgató, helytörténeti kutató.
- Itt halt meg Hégető Honorka (Marosvásárhely, 1971. december 24. – Alsóörs, 2001. június 3.) televíziós riporter, műsorszerkesztő.
- Helyi hagyomány szerint a község határában halt meg May János, az 1848–49-es forradalom és szabadságharc hőse.[15]